# Walter Hagemeyer Burkholder
Walter Hagemeyer Burkholder (ur. 1 lutego 1891, zm. 31 stycznia 1983) – amerykański fitopatolog.
Doktoryzował się na Uniwersytecie Cornella w 1917 r., a następnie został profesorem fitopatologii. Jako naukowiec pracował na Uniwersytecie Cornella aż do przejścia na emeryturę w 1959 r. Był członkiem Society of American Bacteriologists.
Był pionierem w poznaniu roli bakterii jako patogenów roślinnych. Zajmował się m.in. fizjologią i systematyką rodzajów Phytomonas, Agrobacterium, Corynebacterium, Erwinia, Pseudomonas i Xanthomonas. Opisał wiele nowych gatunków bakterii, ale także patogennego grzyba Plectodiscella veneta (obecnie Elsinoë veneta (Burkh.) Jenkins) wywołującego antraknozę maliny i jeżyny.
Przy naukowych nazwach opisanych przez niego taksonów dodawany jest skrót jego nazwiska Burkh. Jego nazwiskiem nazwano rodzaj bakterii Burkholderia.